# Catostylus tripterus
Catostylus tripterus är en manetart som först beskrevs av Ernst Haeckel 1880.  Catostylus tripterus ingår i släktet Catostylus och familjen Catostylidae. Inga underarter finns listade i Catalogue of Life.